# Травневое (Меловский район)
Травневое (укр. Травневе) — село в Меловском районе Луганской области Украины, входит в Меловский поселковый совет.
Население по переписи 2001 года составляло 398 человек. Почтовый индекс — 92504. Телефонный код — 6465. Занимает площадь 1,18 км². Код КОАТУУ — 4422855105.

## Местный совет
92500, Луганська обл., Міловський р-н, смт. Мілове, вул. Луначарського, 73  (укр.)